# Route 364 (Québec)
Pour les articles homonymes, voir Route 364.
La route 364 (R-364) est une route régionale québécoise d'orientation est / ouest située sur la rive nord du fleuve Saint-Laurent. Elle dessert la région administrative des Laurentides.

## Tracé
La route 364 débute à Amherst, à l'angle de la route 323. Après avoir traversé quelques villages, elle se termine à Saint-Sauveur, à un échangeur avec l'A-15, à l'ouest de la route 117 sans toutefois y être directement connectée.

## Localités traversées (d'ouest en est)
Liste des municipalités dont le territoire est traversé par la route 364, regroupées par municipalité régionale de comté.

### Laurentides
Les Laurentides
- Amherst
- Huberdeau
- Arundel
- Montcalm

Les Pays-d'en-Haut
- Lac-des-Seize-Îles
- Saint-Adolphe-d'Howard
- Morin-Heights
- Saint-Sauveur

## Intersections majeures
| MRC                     | Municipalité  | km    | Destinations                                                 | Notes                                                                                                |
| ----------------------- | ------------- | ----- | ------------------------------------------------------------ | --- |
| Les Laurentides         | Amherst       | 0,00  | R-323 – Montebello, Mont-Tremblant                           | |
| Les Laurentides         | Arundel       | 15,40 | R-327 nord – Mont-Tremblant                                  | Terminus ouest du multiplex avec la R-327                                                            |
| Les Laurentides         | Montcalm      | 22,80 | R-327 sud – Lachute                                          | Terminus est du multiplex avec la R-327                                                              |
| Les Pays-d'en-Haut      | Morin-Heights | 49,10 | R-329 nord – Sainte-Agathe-des-Monts, Saint-Adolphe-d'Howard | Terminus est du multiplex avec la R-329; Saint-Adolphe-d'Howard indiqué en direction ouest seulement |
| Les Pays-d'en-Haut      | Morin-Heights | 50,40 | R-329 sud – Morin-Heights, Lachute                           | Terminus est du multiplex avec la R-329                                                              |
| Les Pays-d'en-Haut      | Saint-Sauveur | 58,90 | A-15 – Sainte-Agathe-des-Monts, Montréal                     | Sortie 60 de l'A-15                                                                                  |
| - Terminus de multiplex |               |       |                                                              | |